# York (Dakota del Nord)
York és una població dels Estats Units a l'estat de Dakota del Nord. Segons el cens del 2000 tenia 26 habitants.

## Demografia
Segons el cens del 2000, York tenia 26 habitants, 11 habitatges, i 7 famílies. La densitat de població era de 43,6 hab./km².
Dels 11 habitatges en un 27,3% hi vivien nens de menys de 18 anys, en un 72,7% hi vivien parelles casades, en un 0% dones solteres, i en un 27,3% no eren unitats familiars. En el 27,3% dels habitatges hi vivien persones soles el 9,1% de les quals corresponia a persones de 65 anys o més que vivien soles. El nombre mitjà de persones vivint en cada habitatge era de 2,36 i el nombre mitjà de persones que vivien en cada família era de 2,75.
Per edats la població es repartia de la següent manera: un 26,9% tenia menys de 18 anys, un 0% entre 18 i 24, un 19,2% entre 25 i 44, un 30,8% de 45 a 60 i un 23,1% 65 anys o més.
L'edat mediana era de 48 anys. Per cada 100 dones de 18 o més anys hi havia 111,1 homes.
La renda mediana per habitatge era de 47.917 $ i la renda mediana per família de 49.583 $. Els homes tenien una renda mediana de 23.125 $ mentre que les dones 0 $. La renda per capita de la població era de 22.529 $. Cap de les famílies estaven per davall del llindar de pobresa.

## Poblacions més properes
El següent diagrama mostra les poblacions més properes.